# Central termoeléctrica

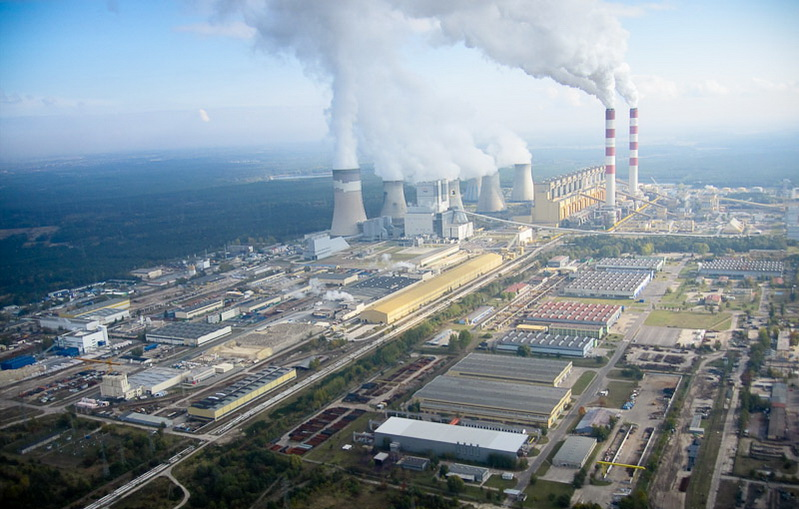
La Central térmica de Bełchatów, la más grande de Europa, localizada en Polonia.

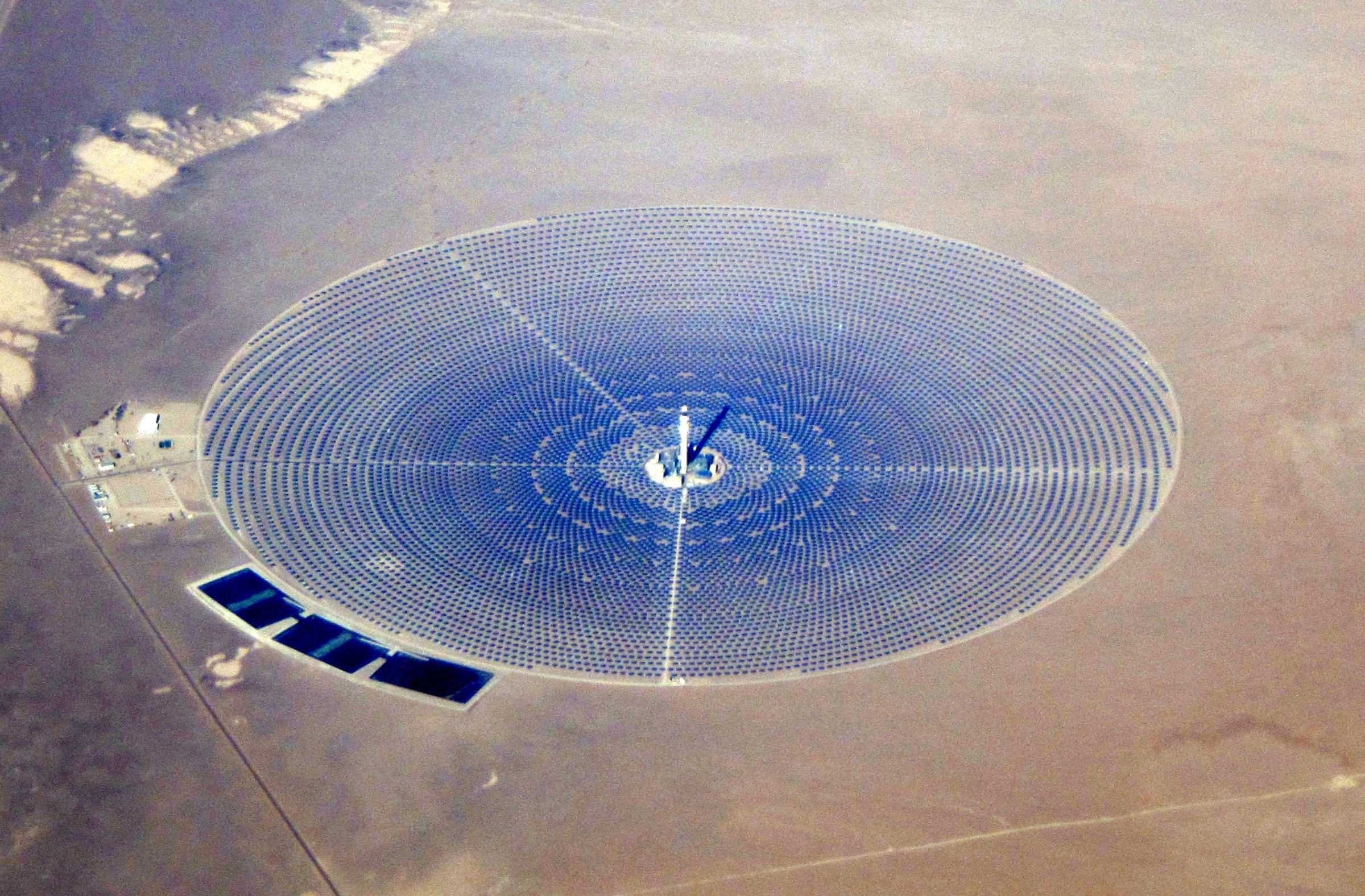
La Central termoeléctrica solar de Crescent Dunes, completada en diciembre de 2014.

Una central termoeléctrica (también llamada central térmica) es una instalación empleada en la generación de energía eléctrica a partir de energía térmica, como la liberada por combustibles fósiles, uranio, un ciclo termodinámico convencional para mover un alternador y producir energía eléctrica, en el caso de usar combustibles fósiles, liberando dióxido de carbono a la atmósfera. Este es un gas que contribuye al efecto invernadero.
Cuando el calor se obtiene mediante la fisión controlada de núcleos de uranio, la central termoeléctrica se conoce como central nuclear. Este tipo de central no contribuye al efecto invernadero, pero tiene el problema de los residuos radioactivos que han de ser guardados durante miles de años y la posibilidad de accidentes graves.
Pueden emplear fuentes de energía no renovable, como el carbón, el gasóleo, el gas o combustible nuclear, o fuentes de energía renovable, como la biomasa o la geotermia. 
Las centrales que utilizan combustibles fósiles generan mucha energía en un espacio grande y emiten gases muy contaminantes. En cuanto a las que emplean biomasa, si su consumo supera la capacidad de regeneración de la vegetación de la que se nutre, pueden producir deforestación. 

## Historia

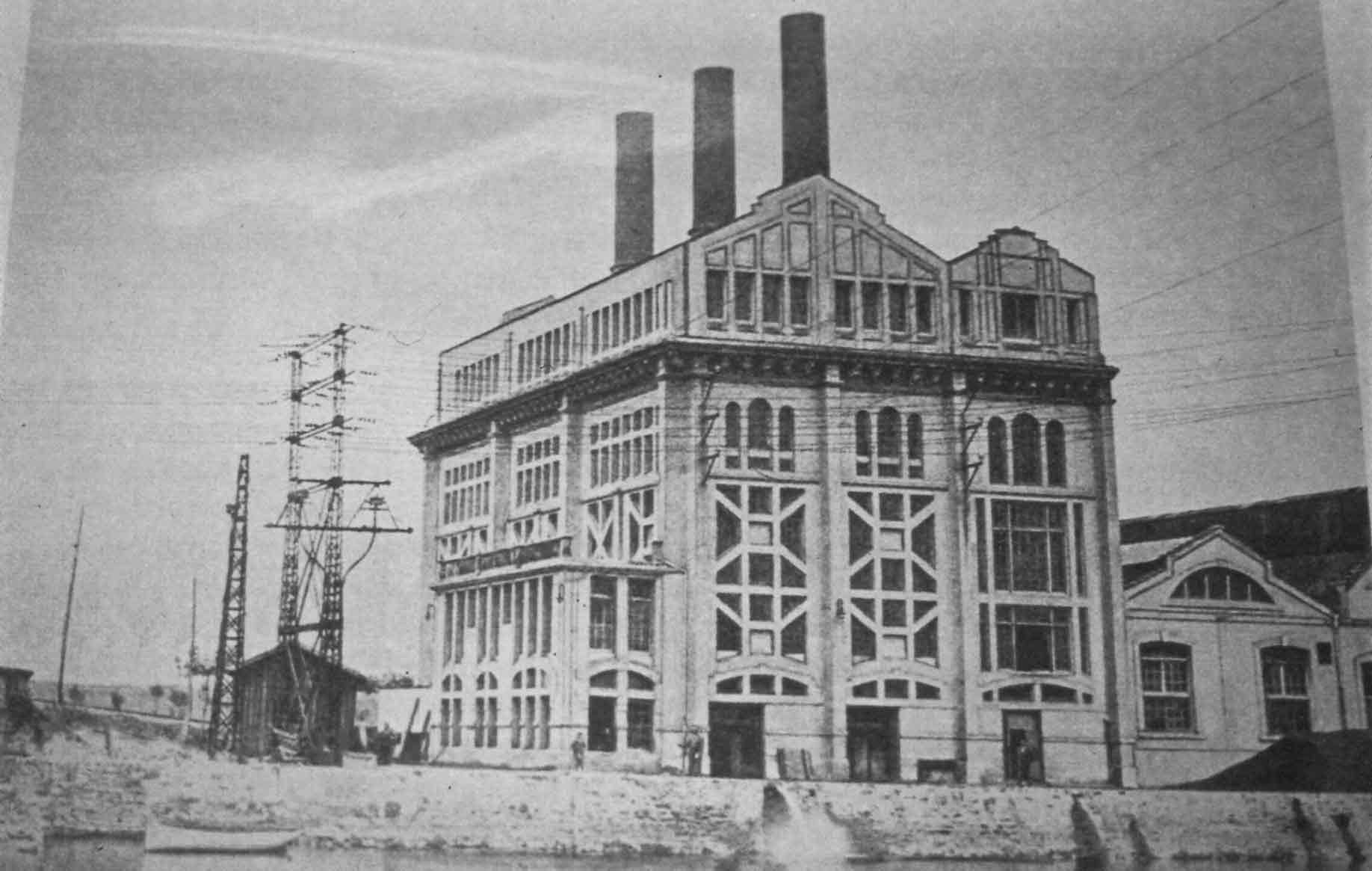
La central térmica de Burceña, en Baracaldo, la primera gran central térmica instalada en el norte de España, que entró en funcionamiento en 1907.

La primera central termoeléctrica fue construida en la ciudad de Ettal en Baviera y entró en funcionamiento en 1879. Las primeras centrales comerciales fueron la Central de Pearl Street en Nueva York y la Edison Electric Light Station, en Londres, que entraron en funcionamiento en 1882.
Estas primeras centrales utilizaban motores de vapor de pistones. El desarrollo de la turbina de vapor permitió construir centrales más grandes y eficientes por lo que hacia 1905 la turbina de vapor había reemplazado completamente a los motores de vapor de pistones en las grandes centrales eléctricas.

## Centrales termoeléctricas de ciclo convencional
Se llaman centrales clásicas o de ciclo convencional a aquellas centrales térmicas que emplean la combustión del carbón, petróleo o gas natural para generar la energía eléctrica.
Son consideradas las centrales más económicas, por lo que su utilización está muy extendida en el mundo económicamente avanzado y en el mundo en vías de desarrollo, a pesar de que estén siendo criticadas debido a su elevado impacto medioambiental.
A continuación se muestra el diagrama de funcionamiento de una central térmica de carbón de ciclo convencional:
| 1. Torre de refrigeración           | 10. Válvula de control de gases     | 19. Supercalentador             |
| 2. Bomba hidráulica                 | 11.Turbina de vapor de alta presión | 20. Ventilador de tiro forzado  |
| 3. Línea de transmisión (trifásica) | 12. Desgasificador                  | 21. Recalentador                |
| 4. Transformador (trifásico)        | 13. Calentador                      | 22. Toma de aire de combustión  |
| 5. Generador eléctrico (trifásico)  | 14. Cinta transportadora de carbón  | 23. Economizador                |
| 6. Turbina de vapor de baja presión | 15. Tolva de carbón                 | 24. Precalentador de aire       |
| 7. Bomba de condensación            | 16. Pulverizador de carbón          | 25. Precipitador electrostático |
| 8. Condensador de superficie        | 17. Tambor de vapor                 | 26. Ventilador de tiro inducido |
| 9. Turbina de media presión         | 18. Tolva de cenizas                | 27. Chimenea de emisiones       |
|                                     |                                     | 28. Bomba de alimentación       |

Diagrama de una central térmica de carbón de ciclo convencional

Básicamente, el funcionamiento de este tipo de centrales es el mismo independientemente del combustible que se consuma. Así, este se quema en la caldera, liberando calor que se usa para calentar agua.
El agua calentada se transformará en vapor con una presión muy elevada, que es la que hace girar una turbina de vapor, lo que transformará la energía interna del vapor en energía mecánica (rotación de un eje).
La producción de electricidad se generará en el alternador, por la rotación del rotor (que comparte el mismo eje que la turbina de vapor) y mediante la inducción electromagnética.
La electricidad generada pasa por un transformador, que aumentará su tensión para el transporte.
El vapor que sale de la turbina de vapor se envía a un condensador (termodinámica) para transformarlo en líquido y retornarlo a la caldera para empezar de nuevo un nuevo ciclo de producción de vapor.

## Centrales termoeléctricas de ciclo combinado

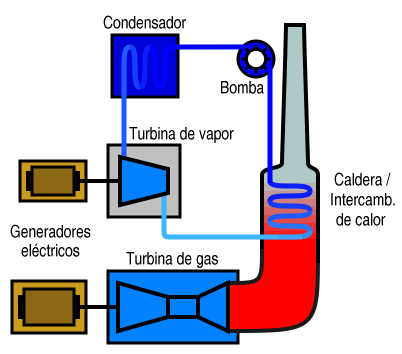
Esquema básico de funcionamiento de una central térmica de ciclo combinado.

En la actualidad se están construyendo numerosas centrales termoeléctricas de las denominadas de ciclo combinado, que son un tipo de central que utiliza gas natural, gasóleo o incluso carbón preparado como combustible para alimentar una turbina de gas. Luego los gases de escape de la turbina de gas todavía tienen una elevada temperatura, se utilizan para producir vapor que mueve una segunda turbina, esta vez de vapor. Cada una de estas turbinas está acoplada a su correspondiente alternador para generar energía eléctrica.
Normalmente durante el proceso de partida de estas centrales solo funciona la turbina de gas; a este modo de operación se lo llama ciclo abierto. Si bien la mayoría de las centrales de este tipo pueden intercambiar el combustible (entre gas y diésel) incluso en funcionamiento.
Como la diferencia de temperatura que se produce entre la combustión y los gases de escape es más alta que en el caso de una turbina de gas o una de vapor, se consiguen rendimientos muy superiores, del orden del 55 %.
Este tipo de centrales generaron el 32 % de las necesidades españolas de energía eléctrica en 2008.

### GICC
En los últimos tiempos se viene desarrollando una nueva tecnología, la Gasificación integrada en ciclo combinado (GICC), que mediante un sistema de gasificación del carbón, reduce ostensiblemente las emisiones contaminantes a la atmósfera, al poder aplicar el ciclo combinado al carbón.

## Impacto ambiental

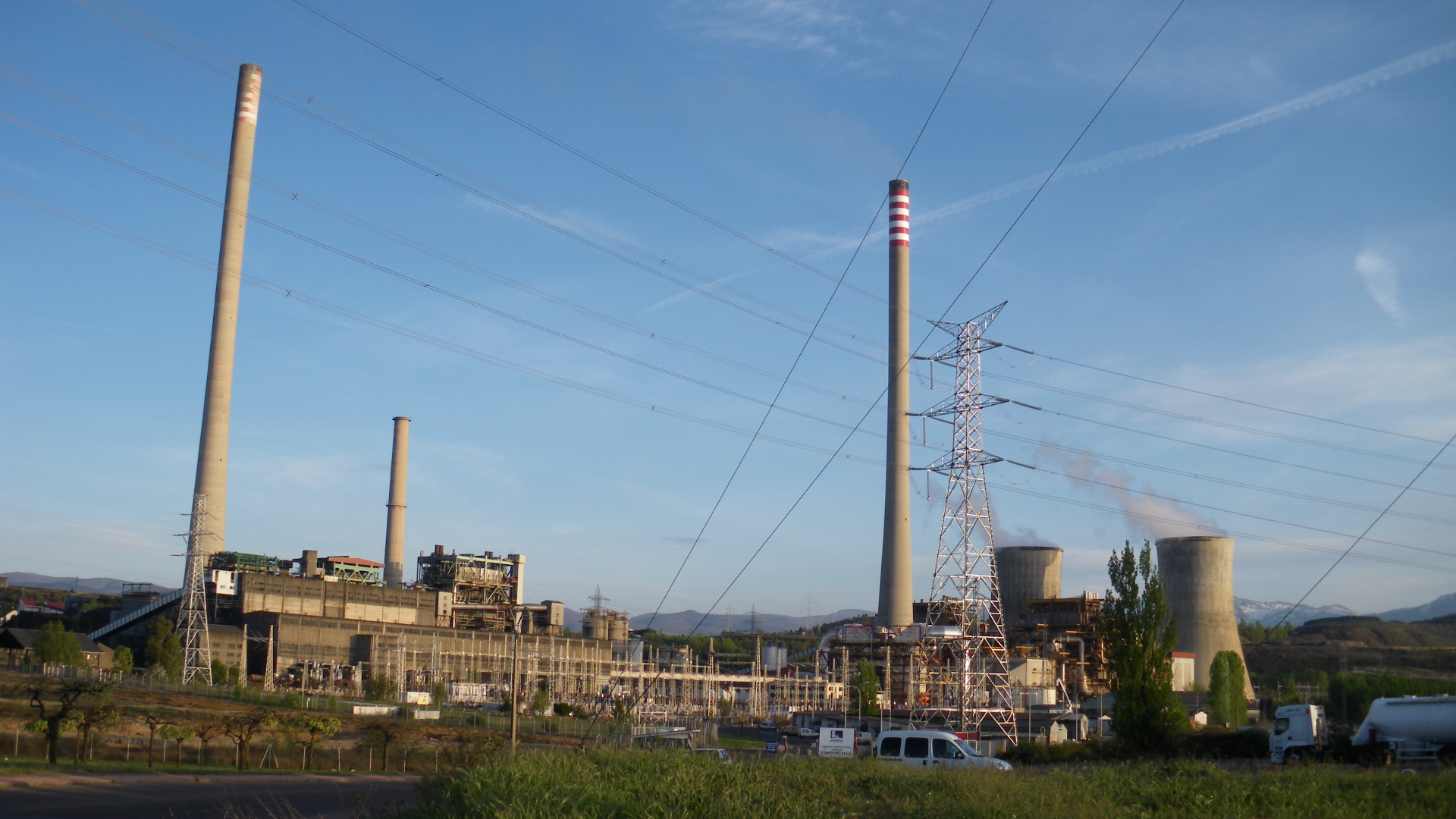
Central térmica de Compostilla II, en Cubillos del Sil, León (España).

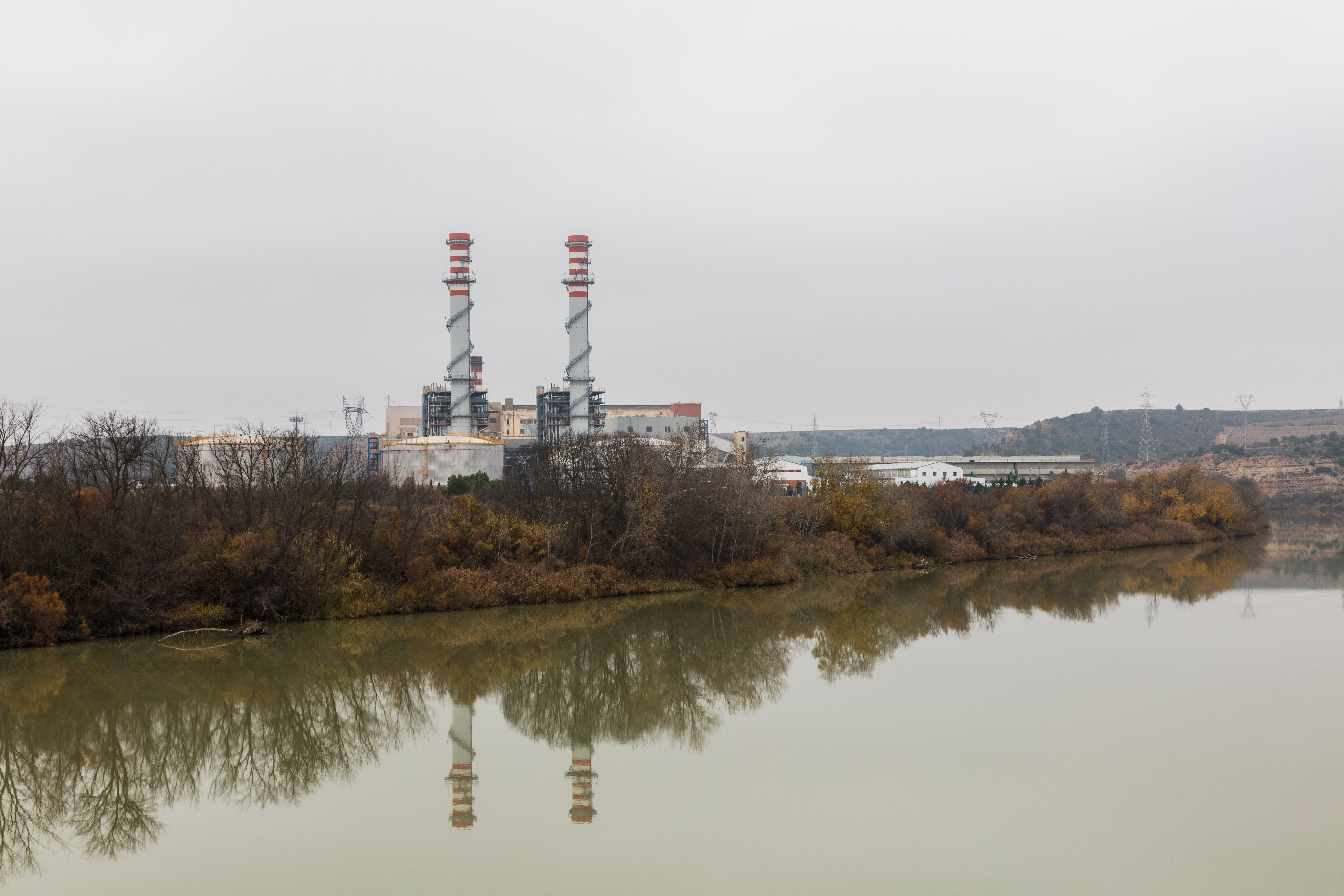
Central térmica de Escatrón, en Zaragoza (España).

La emisión de residuos a la atmósfera y los propios procesos de combustión que se producen en las centrales térmicas tienen una incidencia importante sobre el medio ambiente. Para tratar de paliar, en la medida de lo posible, los daños que estas plantas provocan en el entorno natural, se incorporan a las instalaciones diversos elementos y sistemas.
Algunos tipos de centrales termoeléctricas contribuyen al efecto invernadero emitiendo dióxido de carbono. No es el caso de las centrales de energía solar térmica que al no quemar ningún combustible, no lo hacen. También hay que considerar que la masa de este gas emitida por unidad de energía producida no es la misma en todos los casos: el carbón se compone de carbono e impurezas. Casi todo el carbono que se quema se convierte en dióxido de carbono; también puede convertirse en monóxido de carbono si la combustión es pobre en oxígeno. En el caso del gas natural, por cada átomo de carbono hay cuatro de hidrógeno que también producen energía al combinarse con oxígeno para convertirse en agua, por lo que contaminan menos por cada unidad de energía que producen y la emisión de gases perjudiciales procedentes de la combustión de impurezas —como los óxidos de azufre— es mucho menor.
Los impactos negativos pueden ocurrir durante la construcción, así como durante la operación de las plantas termoeléctricas. Las plantas termoeléctricas son consideradas fuentes importantes de emisiones atmosféricas y pueden afectar la calidad del aire en el área local o regional. La combustión que ocurre en los proyectos termoeléctricos emite dióxido de sulfuro (SO2), óxidos de nitrógeno (NOx), monóxido de carbono (CO), dióxido de carbono (CO2) y partículas (que pueden contener metales). Las cantidades de cada uno dependerán del tipo y tamaño de la instalación, del tipo y calidad del combustible, y de la manera en que se queme. La dispersión y las concentraciones de estas emisiones, a nivel de la tierra, son el resultado de una interacción compleja de las características físicas de la chimenea de la planta, las cualidades físicas y químicas de las emisiones, las condiciones meteorológicas en el sitio, o cerca del mismo durante el tiempo que se requiere para que las emisiones se trasladen desde la chimenea hasta el receptor a nivel de la tierra, las condiciones topográficas del sitio de la planta y las áreas circundantes, y la naturaleza de los receptores.
El agua de enfriamiento limpia constituye el efluente más importante que proviene de las plantas termoeléctricas. Puede ser reciclada o descargada a la extensión de agua superficial, sin causar efectos mayores en cuanto a su calidad química. Sin embargo, debe ser considerado el efecto del calor residual sobre la temperatura del agua ambiental.
El problema de la contaminación es máximo en el caso de las centrales termoeléctricas convencionales que utilizan como combustible carbón. Además, la combustión del carbón tiene como consecuencia la emisión de partículas y óxidos de azufre que contaminan en gran medida la atmósfera. En las de fueloil los niveles de emisión de estos contaminantes son menores, aunque ha de tenerse en cuenta la emisión de óxidos de azufre y hollines ácidos, prácticamente nulos en las plantas de gas.
En todo caso, en mayor o menor medida todas ellas emiten a la atmósfera dióxido de carbono, CO2. Según el combustible, y suponiendo un rendimiento del 40 % sobre la energía primaria consumida, una central térmica emite aproximadamente:
| Combustible                   | Combustible                   | Emisión de CO2 (kg/kWh) |
| ----------------------------- | ----------------------------- | ----------------------- |
| Gas natural                   | Gas natural                   | 0,68                    |
| Gas natural (ciclo combinado) | Gas natural (ciclo combinado) | 0,54                    |
| Fuelóleo                      | Fuelóleo                      | 0,70                    |
| Biomasa (leña, madera)        | Biomasa (leña, madera)        | 0,82                    |
| Carbón                        | Carbón                        | 1,00                    |

Las centrales de gas natural pueden funcionar con el llamado ciclo combinado, que permite rendimientos mayores (de hasta un poco más del 50 %), lo que todavía haría menos contaminantes a las centrales que funcionan con este combustible .

## Ventajas y desventajas

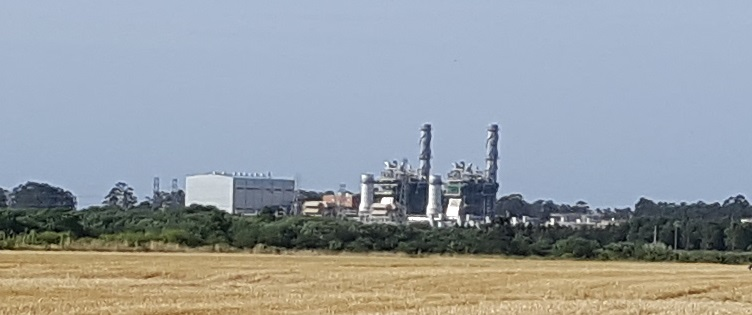
La Central térmica Punta del Tigre con 840 MW es la central más grande de Uruguay.

### Ventajas
- Son las centrales más baratas de construir, especialmente las de carbón, debido a la simplicidad de construcción y la energía generada de forma masiva.[7]
- Las centrales de ciclo combinado de gas natural son mucho más eficientes (alcanzan el 50 %) que una termoeléctrica convencional, aumentando la energía eléctrica generada (y por tanto, las ganancias) con la misma cantidad de combustible, y rebajando las emisiones citadas más arriba en un 20 %, quedando así en 0,54 kg de CO2, por kWh producido.
- La gran cantidad de energía térmica generada (en las más eficientes, al menos el 50 % del total de la energía consumida) podría emplearse como energía residual para calefactar (o incluso refrigerar) edificios mediante una red de distribución.

### Desventajas
- El uso de combustibles genera emisiones de gases de efecto invernadero y, en algunos casos, de lluvia ácida a la atmósfera, junto a partículas volantes (hollines) en las de carbón, si no están bien depurados los humos.
- Los combustibles fósiles no son una fuente de energía infinita, por lo tanto su uso está limitado por la disponibilidad de las reservas y/o por su rentabilidad económica.
- Afectan negativamente a los ecosistemas fluviales cuando la refrigeración se hace mediante el agua del río en cuestión[8] (lo que no es frecuente, pues es más eficiente hacerla mediante vaporización).
- Los Objetivos de Desarrollo Sostenibles condenan el uso de carbón como combustible: El ODS 7 garantiza el acceso a una energía asequible, fiable y sostenible procedente de fuentes renovables.